# Walt Fowler
Walter Ernest „Walt“ Fowler (* 2. März 1955 in Salt Lake City) ist ein US-amerikanischer Trompeter und Flügelhornspieler der Fusionmusik und des Modern Jazz. Er ist auch als Synthesizerspieler, Komponist und Arrangeur bekannt.

## Leben und Wirken
Fowler stammt aus einer musikalischen Familie; er ist ein Sohn des Universitätsprofessors und Jazz-Lehrers William L. Fowler und Bruder der Musiker Tom und Bruce Fowler. Mit sechs Jahren erhielt er ersten Klavierunterricht; achtjährig wechselte er zur Trompete. Er wurde zunächst durch seine Mitwirkung an Schallplatten und Tourneen von Frank Zappa und den Mothers of Invention bekannt, etwa Roxy & Elsewhere und Unmitigated Audacity. Ab 1975 spielte er in der Familienband The Fowler Brothers, mit der er zwei Alben vorlegte. Daneben spielte er bei Billy Cobham (A Funky Thide of Sings), Johnny Guitar Watson, Buddy Rich und Ray Charles. In den 1980er Jahren arbeitete er mit Brandon Fields zusammen, mit dem er auch aufnahm, dann begleitete er George Benson (1985–87).
1988 arbeitete er wieder mit Zappa zusammen; er präsentierte mit dessen Formation die Musik von Broadway the Hardway auf Tournee (und war entsprechend auch an den weiteren Live-Alben Make a Jazz Noise Here und The Best Band You Never Heard in Your Life beteiligt). Dann gehörte er zu den Gruppen von Diana Ross (1989–92) und Billy Childs (1990–1993). Sowohl mit Zappa als auch mit Childs und den Grandmothers war er mehrfach in Europa auf Tournee. Seit 2001 gehört er zur Band von James Taylor, mit dem er auch international auf Gastspielreisen war. Zwischen 1975 und 2013 wirkte er an 69 Alben im Bereich des Jazz mit, etwa mit Manhattan Transfer, Allan Holdsworth oder Steve Gadd. Auch ist er auf Alben von Edgar Winter, Fishbone, Paula Abdul, Billy Childs, Banned from Utopia, Toto oder Andy Summers zu hören. Zudem komponierte er die Filmmusik zu Kamikaze Hearts von Juliet Bashore und zu dem Kurzfilm The Notice von Sonny Saito. Weiterhin hat er die Musik zahlreicher Spielfilme orchestriert.

## Diskographische Hinweise
- Brandon Fields / Walt Fowler / David Goldblatt Everybody's Business (1991)